# 해트덤불쥐
해트덤불쥐(Thamnomys major)는 쥐과에 속하는 설치류의 일종이다. 콩고민주공화국 북키부 주의 휴화산 카리심비 산의 북부 경사면에서 서식한다. 중형 크기의 설치류로 머리부터 몸까지 길이가 156mm이고, 꼬리 길이는 201mm, 발 길이는 31mm이다. 털은 길고, 상체는 갈색을 띤다. 국제 자연 보전 연맹은 켐프덤불쥐의 이명으로 간주한다.

## 특징
중간 크기의 설치류로 몸통 길이는 156mm이고 꼬리 길이가 201mm, 발 길이가 31mm이다. 털이 길다. 등쪽 털은 갈색이고 엉덩이쪽은 좀더 밝은 색을 띤다. 배쪽은 희다.

## 생태
야행성이고, 나무 위에서 주로 생활하는 수상성 동물이다.

## 분포 및 서식지
콩고 민주 공화국 키부호 카리심비산에서 1927년에 포획된 표본 한 점만이 알려져 있으며 현재 뉴욕의 미국 자연사 박물관에 보관되어 있다. 아프리카레드우드(Hagenia abyssinica)가 우점종인 지역의 숲에서 서식한다.